# Institut supérieur de formation à la gestion du personnel
L'Institut Supérieur de Formation à la Gestion du Personnel (ISFOGEP) est une école consulaire de commerce dépendant de la Chambre de commerce et d'industrie de Limoges et de la Haute-Vienne. Elle a été fondée en 1975 et est située sur le campus de l'école d'ingénieurs 3iL Ingénieurs, à Limoges.
L'école est spécialisée dans la formation initiale et en alternance dans le domaine de la Gestion des Ressources Humaines.

## Formations
L'école propose, sur le campus de Limoges, deux formations homologuées au Répertoire national des certifications professionnelles :
- Un bachelor (bac+3) "Assistant en Gestion et Administration du Personnel" (AGAP), menant également au titre professionnel de gestionnaire de paie  (niveau 5);
- Un titre certifié de niveau 7 (bac+5) "3ème Cycle Responsable en Gestion des Ressources Humaines" (RGRH).

Depuis 1979, le 3e Cycle est organisé en partenariat avec l'ESSEC. Le partenariat amène les étudiants de l'Isfogep à passer une partie de leur formation sur le campus de l'ESSEC à Cergy, et ainsi de profiter des enseignants et des infrastructures de la grande école.

## Classements
Les formations de l'école figurent régulièrement dans les classements établis par SMBG au niveau français et international:
- Le cycle bac+3 "Assistant en Gestion et Administration du Personnel" a été classé 5e[1] en France par le Classement Eduniversal des meilleurs licences, bachelors et grandes écoles, dans la catégorie Gestion des Ressources Humaines pour l'année 2015-2016;
- Le cycle bac+5 "3ème Cycle Responsable en Gestion des Ressources Humaines" a été classé 4e[2] en France par le Classement SMBG des meilleurs masters, MS et MBA en 2015, dans la catégorie Gestion des Ressources Humaines.
- De même, toujours dans la catégorie Gestion des Ressources Humaines, le cycle bac+5 a été classé 12e[3] du Eduniversal Best Masters Ranking Human Resources Management in Western Europe en 2016.